# Земен папагал
Земният папагал (Pezoporus wallicus) е вид птица от семейство Psittaculidae.

## Разпространение и местообитание
Разпространен е в Австралия.